# Тёмная (приток Хейняйоки)
Тёмная (в верхнем течении — ручей Извилистый)(фин. Hejnäoja) — река в России, протекает по территории Лоймольского сельского поселения Суоярвского района Карелии. Длина реки — 18 км.
Река берёт начало из болота без названия и далее течёт преимущественно в юго-восточном направлении по заболоченной местности.
Река в общей сложности имеет два притока суммарной длиной 5 км.
Впадает в реку Хейняйоки.
Населённые пункты на реке отсутствуют.
Название реки переводится с финского языка как «сенной ручей».
Код объекта в государственном водном реестре — 01040100112202000014094.